# Вайгль, Юлиан
Юлиан Вайгль (нем. Julian Weigl; 8 сентября 1995, Бад-Айблинг) — немецкий футболист, полузащитник клуба «Боруссия Мёнхенгладбах». Выступал за сборную Германии.

## Клубная карьера
Вайгль — воспитанник футбольной школы «Мюнхен 1860». Его дебют состоялся 14 февраля 2014 года в матче Второй Бундеслиги против «Ингольштадта 04». Он заменил Янника Старка на 66-й минуте, матч закончился поражением со счётом 2:0. В своём первом сезоне за первую команду «Мюнхен 1860» он успел сыграть 14 матчей. В первом матче сезона 2014/15 против «Кайзерслаутерна» Вайгль, которому было только 18 лет, был назначен капитаном. Тем самым он стал самым молодым капитаном в истории «Мюнхен 1860». После второго матча сезона Вайгль был оштрафован и отправлен во вторую команду вместе с товарищами по команде Витусом Айхером, Даниэлем Адлангом и Янником Старком, капитаном снова стал Кристофер Шиндлер, причиной этому послужило то, что они выпивали поздней ночью.
После сезона 2014/15 Вайгль перешёл в дортмундскую «Боруссию» за 2,5 млн € и подписал контракт до 2019 года. Его официальный дебют за «Боруссию» состоялся 30 июля 2015 года в матче квалификации Лиги Европы 2015/16 с австрийским «Вольфсбергом», он вышел в стартовом составе и сыграл 66 минут после чего был заменен другим новичком «Боруссии» Гонсало Кастро, матч закончился победой «Боруссии» со счётом 1:0. 15 августа 2015 года состоялся дебют Вайгля в немецкой Бундеслиге, он вышел в стартовом составе «Боруссии» Дортмунд в матче 1-го тура Бундеслиги 2015/16 против другой «Боруссии», из Мёнхенглабаха, этот матч закончился победой «Боруссии» Дортмунд со счётом 4:0, а Юлиан Вайгль отыграл весь матч и внес весомый вклад в эту победу своими передачами, точность которых составляла 95 %. 14 мая 2016 года в 34 туре Бундеслиги 2015/16 в матче против «Кёльна», коснувшись мяча 214 раз, Вайгль установил новый рекорд Бундеслиги по количеству касаний мяча игроком в одном матче, примечательно, что он один коснулся в том матче больше чем весь состав «Кёльна» (190 раз) и это ещё при том, что он не провёл весь матч целиком, Юлиан был заменен на 83-й минуте матча.
19 октября 2016 года в матче третьего тура Лиги чемпионов 2016/17 против лиссабонского «Спортинга» Вайгль забил свой первый гол в карьере на клубном уровне, тот гол стал для «Боруссии» победным, а Вайгль многими был признан игроком матча.

### Международная карьера
Вайгль начал представлять Германию на молодёжном уровне в ходе квалификации к чемпионату Европы 2014 года среди юношей до 19 лет, которая была в конечном счете выиграна сборной Германии. С августа 2014 года он является частью команды U-20. 13 октября 2014 Вайгль забил свой первый гол в матче против сборной Нидерландов до 20, который завершился со счётом 1:1.. 17 мая 2016 был включен в расширенный состав сборной Германии для участия в чемпионате Европы 2016 года. 29 мая 2016 года в товарищеской игре против сборной Словакии состоялся дебют Вайгля в сборной Германии, в том матче Вайгль отыграл полностью второй тайм, но сборная проиграла со счётом 1:3.
31 мая Юлиан попал и в окончательный список сборной для участие на Евро 2016, однако на самом турнире Вайгль не провёл ни одного матча.

## Статистика
| Выступление         | Выступление       | Выступление      | Лига | Лига | Кубки | Кубки | Еврокубки | Еврокубки | Остальные | Остальные | Итого | Итого |
| Клуб                | Лига              | Сезон            | Игры | Голы | Игры  | Голы  | Игры      | Голы      | Игры      | Голы      | Игры  | Голы  |
| ------------------- | ----------------- | ---------------- | ---- | ---- | ----- | ----- | --------- | --------- | --------- | --------- | ----- | ----- |
| Мюнхен 1860 II→     | Регионаллига      | 2013/14          | 23   | 0    | 0     | 0     | 0         | 0         | 0         | 0         | 23    | 0     |
| Мюнхен 1860 II→     | Итого             | Итого            | 23   | 0    | 0     | 0     | 0         | 0         | 0         | 0         | 23    | 0     |
| Мюнхен 1860         | Вторая Бундеслига | 2013/14          | 14   | 0    | 0     | 0     | 0         | 0         | 0         | 0         | 14    | 0     |
| Мюнхен 1860         | Вторая Бундеслига | 2014/15          | 24   | 0    | 1     | 0     | 0         | 0         | 1         | 0         | 26    | 0     |
| Мюнхен 1860         | Итого             | Итого            | 38   | 0    | 1     | 0     | 0         | 0         | 1         | 0         | 40    | 0     |
| Боруссия (Дортмунд) | Бундеслига        | 2015/16          | 30   | 0    | 5     | 0     | 16        | 0         | 0         | 0         | 51    | 0     |
| Боруссия (Дортмунд) | Бундеслига        | 2015/16          | 7    | 0    | 0     | 0     | 3         | 1         | 0         | 0         | 10    | 1     |
| Боруссия (Дортмунд) | Итого             | Итого            | 79   | 1    | 8     | 0     | 32        | 1         | 1         | 0         | 120   | 2     |
| Всего за карьеру    | Всего за карьеру  | Всего за карьеру | 98   | 0    | 6     | 0     | 19        | 1         | 0         | 0         | 123   | 1     |